# 黒川慶一
黒川 慶一（くろかわ けいいち、1953年7月15日 - ）は、日本の俳優、タレント、政治家。

## 来歴
愛知県名古屋市出身。名古屋学院高等学校（現・名古屋高等学校）卒業、愛知工業大学建築学科中退。地元の放送局でリポーター、俳優、司会者、フリーアナウンサーとして活動。
2011年3月13日に投開票が行われた名古屋市議会議員選挙に減税日本から出馬し、当選した。
2013年10月4日、政務調査費として事務所家賃を請求する際、自分で偽造した領収書を使用していたことと、政調費を充てたガソリン代53件のうち、7件が他人のガソリン代だったことが発覚した。
その後、減税日本を除名され生活の党と山本太郎となかまたちに入党。
2015年4月12日の名古屋市議会議員選挙では落選した。

## 人物
身長171cm、血液型A型。
特技はスポーツ全般。チャームポイントは憎めないオヤジ笑顔。趣味・特技は誰とでも親しくなれる、友達になれること。好きな食べ物はハンバーグ、コロッケ、シチューなどの洋食メニュー、蕎麦。

## 出演

### テレビドラマ
- 定年ゴジラ（NHK）
- エスパー魔美（NHK）
- 名古屋仏壇物語（NHK）
- オーダーメイド〜幸せ色の紳士服店〜（NHK）
- 勉強していたい! （NHK）
- ことぶきウォーズ（CBCテレビ）

### その他のテレビ番組
- ぴーかんテレビ 元気がいいね! （東海テレビ）
- DAY BREAK （CBCテレビ）
- 興味のルツボ 〜ウィークエンドDADADA〜（CBCテレビ）
- 興味の生ルツボ（CBCテレビ）
- そこが知りたい 特捜!板東リサーチ（CBCテレビ）
- おはよう名古屋テレビです（名古屋テレビ） - 初期でのメインキャスターを担当。
- 金曜奥様ワイド（名古屋テレビ）
- ふしぎな動物広場（テレビ愛知） - ナレーターを担当。
- カラオケ天国（岐阜放送）
- Weきゃん（岐阜放送）
- 金曜ホットかんで!! （岐阜放送）
- プライムショッピング テレビ買物王（スカイパーフェクTV!）

### ラジオ番組
- オー!サンデー! （CBCラジオ） - 「黒川半蔵」の名前で出演。
- 荒せんのラジオがいちバン! （CBCラジオ）
- NTTもしもし子供相談室（CBCラジオ）
- コッピイ歌の広場（CBCラジオ）
- 小堀勝啓のわ!Wide とにかく今夜がパラダイス（CBCラジオ）[1] - 「人生テレホン相談」→「夜のいこい『さわやか人生相談』」回答者。
- スーパー訪問クイズスクランブル（CBCラジオ）[1]
- 今夜も気ままに歌謡曲（CBCラジオ）
- 多田しげおのそれ行け!にっこりワイド（CBCラジオ）
- ツー快!お昼ドキッ（CBCラジオ） - 金曜リポーターを担当。
- Bravo!!デジオワールド（CBCラジオ） - 火曜コメンテーターを担当。
- もぎたてアラカルト（CBCラジオ）
- もぎたてのカボチャたち（CBCラジオ）
- NORINORIあふたぁぬーん（東海ラジオ） - 火曜・木曜を担当。
- ナイトスクランブル 〜いそげ!ダイヤル1431〜（岐阜放送ラジオ）
- JOY JOY WAVE リクエストTOP10 （エフエム愛知）

## ディスコグラフィ
- 東京らんでぶう（1990年、クラウンレコード）